# Terme Leopoldine
Le Terme Leopoldine sono uno stabilimento termale di Montecatini Terme.

## Storia
Lo stabilimento fu costruito nel 1777 per volontà del granduca di Toscana Pietro Leopoldo e su progetto di Gaspare Paoletti.
Paoletti ideò un edificio neoclassico, con una facciata aperta da un portico tuscanico sormontato da un frontone, affiancata da loggiati aperti da arcate a tutto sesto.
Tra il 1922 e il 1926 l'architetto Ugo Giovannozzi ne alterò le forme e, lasciando integra la parte mediana della facciata, vi aggiunse due corpi di fabbrica su due piani.